# سید جواد طباطبایی
سیّد جواد طباطبایی (۲۳ آذر ۱۳۲۴ – ۹ اسفند ۱۴۰۱) استاد دانشگاه و پژوهشگر ایرانیِ فلسفه، تاریخ، حقوق و سیاست بود. او عضو پیشین هیئت علمی و معاون پژوهشی دانشکدهٔ حقوق و علوم سیاسی دانشگاه تهران و مدیرِ گروه فلسفهٔ مرکز دائرةالمعارف بزرگ اسلامی بود.

## زندگی

### نسب
طباطبایی از نوادگان عبدالوهاب تبریزی است که نسب وی هم به حسن مثنی فرزند حسن مجتبی می‌رسد.

### کودکی تا جوانی
طباطبایی به سال ۱۳۲۴ در تبریز چشم به جهان گشود. پدرش را، که از بازاریانِ تبریز بود، در هشت‌سالگی از دست داد. در کودکی زبان فرانسوی را نزد کشیشی فرانسوی‌زبان فراگرفت. هم‌زمان با تحصیلات آموزشی رسمی، برای فراگیری فلسفه به حوزه علمیه تبریز نیز می‌رفت و پس از یادگیری زبان عربی، شرح منظومهٔ سبزواری را آنجا آموخت. طباطبایی تا پایانِ دبیرستان در تبریز درس خواند و سپس برای تحصیلِ حقوق به دانشگاه تهران رفت. هنگام تحصیل در تهران نزد جواد مصلح شروع به خواندن اسفار ملاصدرا و الهیات شفای ابن سینا کرد و در همان زمان نیز در سمینارهای هانری کربن در دانشگاه تهران شرکت می‌کرد. پس از دریافت کارشناسی حقوق از دانشکدهٔ حقوق و علوم سیاسی دانشگاه تهران دوران سربازیش را به عنوان سپاه ترویج در تهران و تبریز گذراند. در این دوران، آن‌گونه که خودش می‌گوید، بخش مهمی از وقت خود را صرف خواندن آثار انگلیسی و فرانسوی می‌کرد.

### در پاریس
طباطبایی توانست در پایان دوران سربازی بورس تحصیلی دانشگاه پاریس را بگیرد و به فرانسه برود. در پاریس او در همان آغاز، تصمیم به تغییر دانشگاه گرفت و توانست با پذیرش در آزمون ورودی دوره «دکتری دولتی»، مستقیماً وارد این دوره در دانشگاه سوربن شود.
او در سال‌های حضور در فرانسه هم در حلقهٔ لوئی آلتوسر و فرانسوا شاتله بود و هم به حوزهٔ گروهی از کشیش‌های یسوعی که در مسائل فلسفی در سطح بالایی بودند رفت‌وآمد داشت و با یکی از مفسّران مطرح هگل در ارتباط بود.

### بازگشت به تبریز و نقدِ مارکسیسمِ ایرانی
پس از انقلابِ ۱۳۵۷ و در میانه دورهٔ دکتری، طباطبایی برای مشاهدهٔ مستقیم انقلاب و تدریس علوم سیاسی به دانشگاه تبریز رفت. او که آشنایی سطح بالایی با مارکسیسم در غرب پیدا کرده بود، وقایع انقلاب در ایران و عملکرد روحانیون و گروه‌های مارکسیستی، باعث نگرانی‌اش شدند. وی در این دوران، یادداشت‌ها و حاشیه‌هایی را که لنین بر کتاب‌های هگل نوشته بود ترجمه و با عنوان یادداشت‌هایی دربارهٔ دیالکتیک منتشر کرد. همچنین مجموعهٔ مقاله‌هایی از لوئی آلتوسر را با عنوان لنین و فلسفه و سه مقالهٔ دیگر دربارهٔ کارل مارکس و مارکسیسم، و نیز جدال نظری آلتوسر و جان لوئیس را ترجمه و منتشر نمود. در این نخستین ترجمه‌هایش، می‌کوشید تا به نقد سازمان‌های چپ در ایران، از حزب توده تا سازمان فدائیان خلق بپردازد و مشکل و گرفتاری آن‌ها به فقر فلسفی و فهم مغلوط و غیر علمی را عامل عمدهٔ ناکامی‌های سیاسی ایشان ارزیابی کرد. او نقد خودش را کلی‌تر می‌کند و می‌گوید: «اگر امروزه ما قادر نیستیم در قلمرو فلسفی کاری جدی ارائه دهیم نه فقط به دلیل این است که فلسفهٔ غربی را نمی‌شناسیم بلکه بیشتر به دلیل آن است که سنت فلسفی خودمان از فارابی تا ملاصدرا را نمی‌شناسیم.»
در دانشگاه، در اندک زمانی او نزد دانشجویان دانشگاه تبریز محبوبیت فراوانی به دست آورد و کلاس‌های درس وی با دانشجویان رشته‌های گوناگون پر می‌شد. محبوبیت طباطبایی به اندازه‌ای رسیده بود که دانشجویان نام او را به عنوان یکی از استادان محبوب به دیوار دانشگاه زده بودند و به دیگر استادان دانشگاه هشدار می‌دادند که سطح خودشان را به اندازهٔ وی برسانند. به گفته حسن منصور، از استادان وقت دانشگاه تبریز، جلسه تأیید علمی طباطبایی برای استخدام به عنوان هیئت علمی، به دلیل نبود افرادی در اندازهٔ علمی طباطبایی، به شکل صوری برگزار و تأیید شد. اما در جریان استخدام رسمی، سنگ‌اندازی‌هایی انجام گرفت و در نهایت با وقوع انقلاب فرهنگی، استخدام او منتفی شد.

### بازگشت به پاریس و اعلام شکست انقلاب
با بازگشت به پاریس و ملاحظهٔ وقایع انقلاب، طباطبایی شکست قاطعِ ایدهٔ انقلاب را پذیرفت. او دیدگاه‌هایی را که اشاره به سرقت انقلاب می‌کنند یا عوامل خارجی را دلیل انقلاب می‌دانند، سطحی دانسته و شناخت انقلابیون ایران از آزادی و دموکراسی را «بدوی و ابتدایی» می‌خوانْد. او بر آن بود که انقلاب ایران نمی‌توانست در جهت «تأسیس آزادی» باشد و آن را شکست مشروطه می‌دانست، و در نتیجه، ناکامی پروژهٔ تجدد در ایران قلمداد کرد. از نظر وی: «میدان مبارزه برای حصول آزادی و استقرار نهادهای دمکراتیک، یک‌سره دراختیار روشن‌فکران آشفته‌ذهن و توده‌های متوهم قرار گرفت».
طباطبایی در بازگشت به پاریس، از این فرصت استفاده کرد و رساله‌اش را در سال ۱۳۶۳ دربارهٔ «تکوین اندیشهٔ سیاسی هگل جوان» با دریافت درجهٔ ممتاز دکتری دولتی از دانشگاه پاریس-سوربون در رشتهٔ فلسفهٔ سیاست تکمیل کرد و به ایران بازگشت.

### بازگشت به تهران
در این دوران آگاهی و فهم فلسفی سنت و تجدد در شکل تاریخی ایران معاصر مسئله طباطبایی می‌شود؛ زیرا از نظر او نه نمایندگان سنت قادر به آگاهی فلسفی از سنت هستند، نه تجددگرایان از دام «ایدئولوژی‌های زمانه» می‌توانند تجدد و سنت را فهم کنند. مفاهیم «تاریخ‌نگاری اندیشهٔ سیاسی ایران» و «انحطاط ایران» در این دوران به نقاط کلیدی تفکر او تبدیل شدند. در این دهه، کتاب‌های تاریخ اندیشهٔ سیاسی در ایران، زوال اندیشهٔ سیاسی در ایران، و ابن خلدون و علوم اجتماعی، بر ضرورت «پدیدارشناسی وجدان نگون‌بخت ایرانی» و تأسیس نظریه‌ای برای توضیحِ مشکلِ ایران و تبیین «شرایط امتناع علوم انسانی» در ایران تأکید می‌کنند. او در آثارش اقدام به بازخوانی اندیشمندان مسلمان و ایرانی کرد و تشریح تاریخ جدید را جز با بازخوانی سنت میسر نمی‌دانست. وی در این دوران از اندیشه‌های هانری کربن، احمد فردید و رضا داوری اردکانی اثر پذیرفت اما نسبتش جز با اندیشه کُربن، با اندیشه‌های فردید و داوری اردکانی صورتی انتقادی داشت و «برخلاف اندیشه‌های داوری اردکانی که از درخشش‌های فکری پیش از انقلاب ۱۳۵۷ در آثار بعدی‌اش خبری نبود، [طباطبایی] در هر اثرش متکامل‌تر از اثر پیشینش قلم زد و با هر کتابی، تکه‌ای از طرح بزرگ خود را کامل کرد».
طباطبایی عضوِ انجمن حکمت و فلسفه می‌شود، ولی در سال ۱۳۶۷ از آنجا اخراج می‌گردد. اخراج دوّمش از دانشکدهٔ اقتصاد و علوم سیاسی دانشگاه شهید بهشتی بود که، به گفتهٔ خودش، به «تحریک چند استاد سخت متوسط الاحوال» بود. او سپس به عضویت هیئت علمی دانشگاه تهران درآمد و معاون پژوهشی دانشکدهٔ حقوق و علوم سیاسی دانشگاه تهران شد. در همان زمان سردبیری نشریهٔ همین دانشکده را به عهده گرفت. او مدتی ممنوع از تدریس و سپس در سال ۱۳۷۴ اخراج شد. اگرچه خودش نمی‌دانست تحت چه عنوانی اخراج شده اما یکی از مسئولان به او می‌گوید که گفته شده طباطبایی لیبرال، لاییک، و ملی‌گرا است و از او می‌خواهد که اعتراضی به این اخراج بکند تا آن را بررسی کنند. در مقابل، طباطبایی می‌گوید که «من همانی هستم که هستم. واقعاً نه می‌دانند لیبرال چیست، نه ملی‌گرا و نه لاییک. ماجرا این است که هر کسی که در بیرون از تقلیدِ رایج نظام علمی صحبت کند یکی‌دوتا از این مفاهیم را می‌چسبانند تا حذفش کنند؛ حتی وقتی معنایش را بپرسی هم پاسخی ندارند.» او می‌گوید که در همان سال‌ها «شخصی به نام نجف‌قلی حبیبی آمد و رئیس دانشکده شد و ۱۳ نفر را با خودش از تربیت مدرس آورد و شبانه دستور دادند که آن‌ها استاد شوند و پرونده‌های قبلی را تعطیل کردند». اخراج او اعتراضات دانشجویی را برانگیخت که با خشونت سرکوب شد. طباطبایی این اخراج را اتفاقی مثبت می‌بیند و اشاره می‌کند: «چند سال دانشگاه کار چندانی نتوانستم بکنم و وقت تلف کردم.» حسین‌ آبادیان اما پس از مرگ طباطبایی پشت پردهٔ این اخراج را بدون برشمردن نامی از کسی، چنین دانست: «در بهترین شرایط آموزشی خود در ابتدای دههٔ هفتاد شمسی، حقیقت را فدای واقعیت و حفظ موقعیت شخصی برای ماندن در سمت معاونت پژوهشی دانشکده حقوق و علوم سیاسی دانشگاه تهران نکرد و برای مصالح ملی ایران‌زمین، هرگز قلم به زمین نگذاشت و همیشه نظرات خود را بدون هیچ گونه پرده‌پوشی با مخاطبان در میان نهاد».

### خروج از ایران و پیگیری پژوهش‌ها در غرب
پس از اخراج از دانشگاه تهران، طباطبایی به کار پژوهشی خود در مراکز دیگر ادامه داد و با امکاناتی که در پژوهشکده‌های فرانسه، آلمان و آمریکا فراهم آمد پژوهشی دربارهٔ تاریخ اندیشه در ایران را دنبال کرد. در فرانسه عضو مرکز ملی پژوهش‌های علمی فرانسه شد. در این کشور، با عضویت در هیئت علمی دایرةالمعارف فرانسه، برخی از مدخل‌های آن را تدوین کرد. او در سال ۱۳۷۶ نشان نخل آکادمیک (با درجهٔ شوالیه) و مدال نقرهٔ پژوهش در علم سیاست را از دانشگاه کمبریج کسب کرد. در مدت اقامت در مؤسسه مطالعات پیشرفته برلین، او با راینهارت کوزلک و آثارش آشنا می‌گردد که به گفتهٔ خودش، منجر به بازنویسی و بازسازی مجموعهٔ فکری‌اش می‌شود.

### دههٔ ۱۳۸۰ و بازگشت دوباره به ایران
طباطبایی در دههٔ ۱۳۸۰ مجموعه‌ای تحت عنوان تأملی دربارهٔ ایران برای بررسی ایران به عنوان موضوع یک «دانش نوآیین» و تأمل فلسفی منتشر کرد که کوششی است برای فهم فلسفی تاریخ ایران از آغاز دوران معاصر تا انقلاب اسلامی. همزمان شروع به انتشار مجموعه‌ای با عنوان تاریخ اندیشهٔ سیاسی جدید در اروپا برای بررسی اندیشه سیاسی در اروپا را از نوزایش تا دورهٔ معاصر کرد. او از سال ۱۳۸۸ تا ۱۳۹۵ در مؤسسهٔ مطالعات سیاسی-اقتصادی پرسش به تدریس فلسفه پرداخت. به‌مرور، به‌ویژه در دههٔ نود، تأکید او بر «امر ملی» بیشتر شد. او مدّتی نیز عضو هیئت علمی دائرةالمعارف بزرگ اسلامی بود. جواد طباطبایی برگزیدهٔ جشنوارهٔ فارابی سال ۱۳۹۶ شد و از رئیس‌جمهور ایران لوح تقدیر گرفت.
او تا انتهای زندگی‌اش، بخشی از مجموعه فکری خویش را با استفاده از ارثیه‌ای که از پدرش در بازار تبریز به او رسیده بود، پیش برد.

یک تصویرسازی از طباطبایی

طباطبایی پس از آگاهی از بیماری سرطان، در سالِ ۱۳۹۷ به شکل ناگهانی کلاس‌های درسی خود و روند انتشار آثار جدیدش را متوقف کرد و برای درمان بیماری به آمریکا رفت.

### بیماری و درگذشت
در درازای درمان، دو اثر از طباطبایی منتشر شد: نخست «ملاحظات دربارهٔ دانشگاه» که موضع او دربارهٔ سرشت و سرنوشت نهاد دانشگاه پس از انقلاب سال پنجاه و هفت است؛ و گردآوری پاره‌ای از نوشته‌های خود در اثری به نام «ملت، دولت و حکومت قانون» که دربارهٔ مباحثی ازجمله جایگاه مجلس نخست مشروطه، مفهوم سنت و لزوم تمایز میان ناسیونالیسم و ایدهٔ ایران است. واپسین نوشته کامل منتشره از او، مجموعه نوشته‌هایی است که در ماه‌های پایانی زندگی‌اش و مصادف با وقایع ۱۴۰۱ ایران، تحت عنوان «انقلاب ملی در انقلاب اسلامی» منتشر کرده است که در آن رویدادهای چندین سال گذشته ایران را ناشی از برآمدن نسل جدیدی مجهز به آگاهی ملی و به دور از ایدئولوژی‌های انقلاب ۱۳۵۷ می‌دانست.

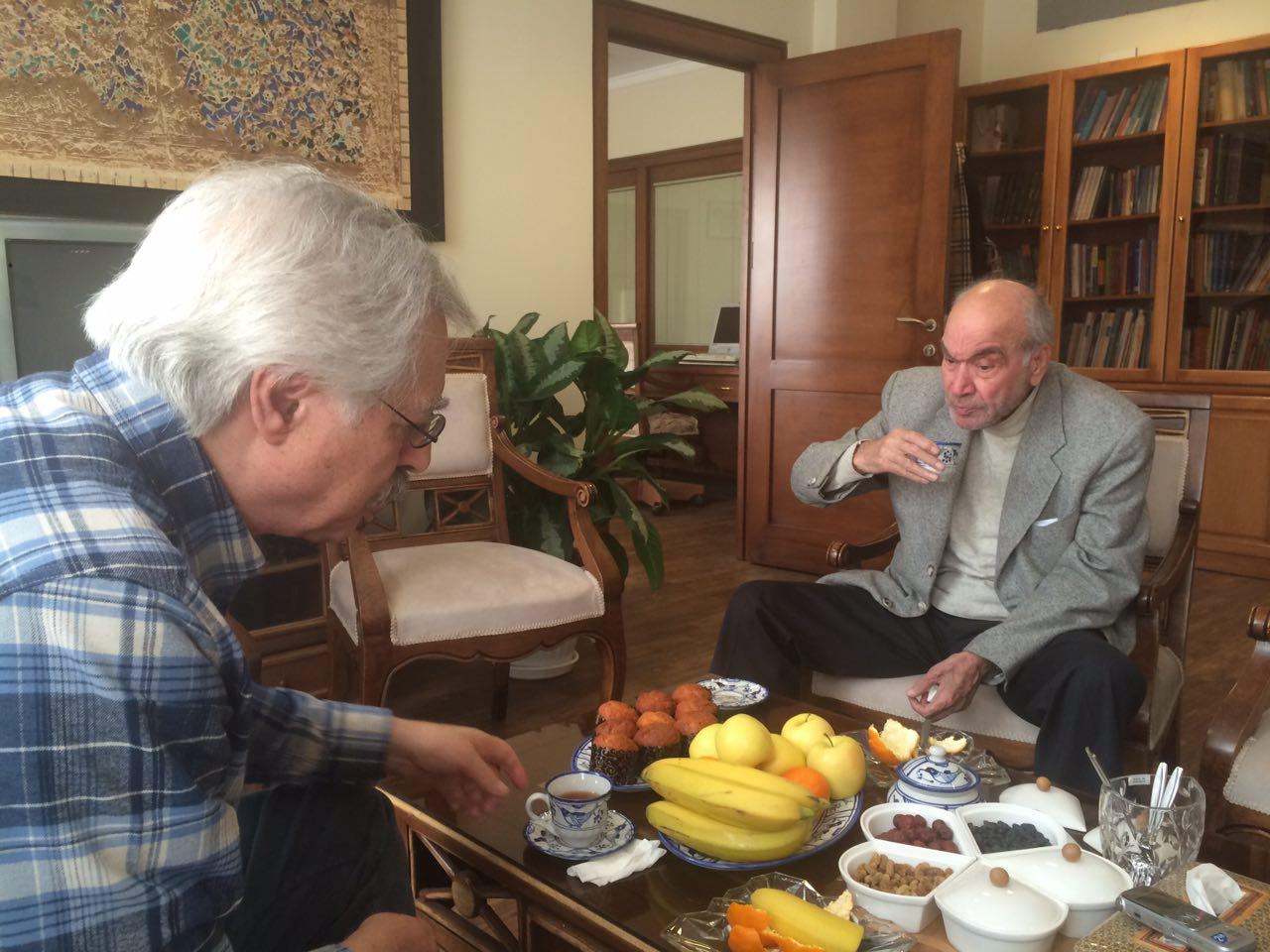
رضا داوری اردکانی و سیّد جواد طباطبایی، دیِ ۱۳۹۴
----
... مرگ کسی که در دیار نه چندان قدردان دانایی و نظر، ده‌ها سال همواره انیس مطالعه و تحقیق و تأمل بوده و درک و فهمی تازه از تاریخ و سیاست آورده است، حادثه‌ای کوچک نیست. رضا داوری اردکانی، اسفندِ ۱۴۰۱

طباطبایی که از سال ۱۳۹۷ برای درمان در آمریکا زندگی می‌کرد در شامگاه سه‌شنبه ۹ اسفند ۱۴۰۱ در بیمارستان هوگ ارواین ایالت کالیفرنیا روی در نقاب خاک کشید. پس از انتشار خبر درگذشت وی، تورج دریایی (تاریخ‌نگار)، سید رسول موسوی (دیپلمات ارشد وزارت امور خارجه)، سید مصطفی محقق داماد (مرجع تقلید و رئیس پیشین سازمان بازرسی کل کشور)، رضا داوری اردکانی (رئیس فرهنگستان علوم)، سیّد محمّد خاتمی (رئیس‌جمهور پیشین)، اسدالله بیات زنجانی (مرجع تقلید و نایب‌رئیس پیشین مجلس شورای اسلامی)، سید حسن خمینی، سید حسن امین (تاریخ‌نگار و حقوقدان) و دیگران در سوگش یادداشت‌هایی نوشتند و نشریاتی همانند سیاست‌نامه و  شرق و  هم‌میهن با عنوان‌هایی همچون «تَرکِ ایرانشهر» (در اشاره به درگذشت وی) یادنامه‌هایی را به بررسی جایگاه جواد طباطبایی در تاریخ اندیشه ایران اختصاص دادند.

## دیدگاه‌ها
پژوهش طباطبایی دربارهٔ این پرسش بود که «چه شرایطی مدرنیته را در اروپا ممکن کرد و به انکار آن در ایران انجامید؟» با گردش قابل توجه گفتمان عمومی ایران به سوی دیدگاه‌های سکولار، ایده‌های طباطبایی به عنوان یک متفکر پیشروی سکولار اثرگذارتر شده است. طباطبایی توضیحات علوم اجتماعی دربارهٔ انحطاط ایران را به این دلیل که در پاسخ دادن به این پرسش اصلی معیوبند، رد می‌کند. او به شیوه‌ای رادیکال همه مورخان و عالمان اجتماعی دیگر ایران را بی‌ارزش می‌داند. دربارهٔ تاریخ‌نگاران، او اصرار می‌کند که تاریخ‌نگاری ایران مدرن، که فاصله زیادی با واقع‌گرایی دارد، از نثر داستانی فاصله‌ای نگرفته و به نظر می‌رسد مورخان ایرانی نسبت به این که داشتن یک نقطه نظر فلسفی در خصوص تاریخ، پیش‌نیاز مطلق تاریخ‌نگاری جدی است بی‌توجه بوده‌اند. همچنین طباطبایی بابت تمایل عالمان اجتماعی ایرانی به اتخاذ مواضع ایدئولوژیک یا دیدگاه‌های ماتریالیستی مکانیک‌گرایانه منتقد آنان است. به این ترتیب، طباطبایی بر این اعتقاد است که آنها خود بخشی از مشکل کلی شده‌اند. او در عوض رویکردی هگلی اتخاذ می‌کند که به یک خوانش فلسفی از تاریخ رجحان می‌دهد؛ با این انگاره که اندیشه فلسفی بنیاد و ذات هر جماعت سیاسی و نیز مبنای هر تحلیل انتقادی از جامعه است. دغدغهٔ طباطبایی «معنا» و جریان تاریخ است. او اندیشه هگل را اوج فلسفه غربی می‌داند، که قادر به ارائه و پاسخ دادن به بنیادی‌ترین پرسش‌هاست. طباطبایی با بنا کردن کارش بر فلسفه تاریخ هگل که بیشتر با تکامل عقل (عقلانیت مجرد) و بنیادهای آن درگیر بود تا خود تاریخ، تاریخ‌نگاری خود از ایده‌های ایرانی از قرن سیزدهم میلادی به بعد را پی گرفت. او قویاً متقاعد شده که اندیشه هگل کلیدی برای باز کردن قفل پرسش «انحطاط» ایران به‌طور خاص و سراسر جهان اسلام به‌طور کلی را فراهم می‌آورد. طباطبایی با رد ادعای هگلی بودن خود می‌گوید:
آنها که گفتند من هگلی هستم مشخص است هگل را نمی‌فهمند. من هگل را از حفظم. جلوی من نمی‌شود معلق زد. جای دیگری هم توضیح دادم که چرا هگلی نیستم، چون مفاهیم هگل را می‌گیرم همان‌طور که مفاهیم بسیاری از متفکران دیگر را می‌گیرم، اما مهم این است که با این مفاهیم چه می‌کنم؟
طباطبایی مدعی است که در جهان اسلام جغد مینروا که نماینده حکمت عملی و نیز نظری - یا خودآگاهی انتقادی - است نمی‌توانست بال‌های خود را باز کند چرا که تاریخ این جوامع نشانگر بی‌خردی و نه خرد است. «انحطاط»، «بحران»، «افول» و بعضی از اصطلاحات کلیدی در واژگان فلسفی طباطبایی و بسیاری از دیگر روشنفکران و متفکران ایرانی هستند. این مفاهیم در سایه عوامل اجتماعی، سیاسی و اقتصادی در ایران پس از انقلاب به بسیاری از شهروندان ایران این احساس را داده که زندگیشان پایین‌تر از مطلوب است. تحلیلگران، افول و انحطاط ایران در دو اردوگاه کلی قرار می‌گیرند: آنها که عناصر مادی (مانند خودکامگی، میراث استعماری یا اقتصاد رانتی) را برجسته می‌کنند و آنهایی که بر موارد ایدئولوژیک تأکید می‌کنند. طباطبایی به دومی تعلق دارد. طباطبایی بر این عقیده بود که ایران برخلاف خط سیر اندیشه در اروپا، «عصر طلایی» خود را رها کرد و به پرتگاه یک «دوره میانی» ادامه‌دار افتاد. برای او، «عصر طلایی» فرهنگ اسلامی-ایرانی از قرن نهم تا سیزدهم میلادی ادامه داشت. قوت این عصر در ایده‌های متفکرانی چون ابن‌سینا، بیرونی، فارابی، فردوسی، حافظ، خیام، ناصرخسرو، نظام‌الملک، رودکی و سهرودی که نوشته‌هایشان نمادی از بیداری جمعی خودآگاهی در ایران به‌طور خاص و جهان اسلام به‌طور عام است متجسم می‌شود. از نظر طباطبایی، شخصیت جمعی زمان، نسبت به دیگران مثلاً فلسفه سیاسی ایران باستان و اندیشه سیاسی یونانی پذیرا بود. انتقال فلسفه یونانی به سرزمین‌های اسلامی به عنوان نیروی محرکی برای یک «جنبش دوگانه آگاه شدن از خود و آگاه شدن از دیگران» عمل کرد. در این دوره، عقلانیت به پارادایم مسلط یا «روح زمان» تبدیل شد و نمادهای روشنفکری را به کوشش‌های تازه و اندیشیدن به پرسش‌های متفاوت و تازه سوق داد. مشخصاً، طباطبایی به فلاسفه‌ای همچون فارابی، ابن‌سینا، سهرودی به عنوان معماران مکتب ایرانی فلسفه اعتبار می‌دهد. او آموزه‌های اشراقی سهرودی را - با تأکید او بر فرد به جای امت اسلامی - عمیقاً ریشه‌دار در ایده‌های زیرکانه فلاسفه و صوفیان کلاسیک ایرانی می‌داند.

### ایرانشهر
طباطبایی واضعِ نظریهٔ مجادله‌برانگیزی دربارهٔ انحطاط جامعه و اندیشه سیاسی در ایران در چند سدهٔ اخیر بود. طباطبایی بر مشخصه‌های واقعاً سکولار، تکثرگرا و عقلانی فلسفهٔ سیاسی پیشااسلامی ایرانی که او از آن به روح ایرانشهری یاد می‌کند تأکید می‌کند. این روح، که در شکلی از حکومت به نام شاهنشاهی مجسم بود شاه را به عنوان رهبر ملت‌های قومی متنوع با شهروندان، دین‌ها، زبان‌ها و رفتارهای متفاوت قرار می‌داد؛ بنابراین شاهنشاهی یک کشور نبود، بلکه کشوری از کشورها بود. این گونه از دولت، به باور طباطبایی، با خودکامگی که به یکنواختی سیاسی بدون تکثرگرایی می‌انجامد ناسازگار است. «بدون چنین کثرتی در میان کشورها شاهنشاهی نمی‌تواند وجود داشته باشد.» طباطبایی می‌گوید که جذبه عقلانی و کثرت‌گرای روح ایرانشهری، ایرانیان را از پذیرش کامل نظریه اسلامی خلافت بازداشت تا آنجا که هیچ «رساله‌ای در نظریه اسلامی حکومت هرگز توسط یک متفکر سیاسی ایرانی نوشته نشد.» اثر تجمعی پذیرا بودن نسبت به اندیشهٔ یونانی و روح ایرانشهری منجر به یک «درک عقلانی از اسلام» شد که بنا بر آن شریعت تابع مقتضیات عقلانیت عملی سکولار بود. سرمایه فکری ایجاد شده توسط این پذیرا بودن دوگانه، ظهور آگاهی ملی ایرانی را ممکن ساخت که خود به ایرانیان در غلبه بر بحران هویتی که با سقوط سلسله ساسانی بروز کرده بود یاری داد.
او در نظریه خود دربارهٔ ایرانشهر کل نظام سیاسی ایران را در گذر تاریخ متأثر از فرهنگ ایران می‌داند. فرهنگی که نه متعلق به یک قوم خاص، بلکه ترکیبی از اقوام گوناگون در مرزهای فرهنگی به نام ایران بوده است. او می‌گوید که «ایرانشهر» مقوله‌ای در تاریخ‌نویسی ایران است و به هیچ وجه شعاری در پیکار سیاسی نیست. «ایرانشهر» به عنوان مقوله‌ای برای تبیین تداوم تاریخی ایران به کار رفته که یکی از مقدمات تدوین تاریخ جامع ایران است، یعنی اینکه در نوشتن تاریخ ایران تداومی در دوران قبل و بعد از اسلام در ایران وجود دارد، دوره‌ای که نام ایران، ایرانشهر بوده است. طباطبایی نشان می‌دهد که می‌توان نظریه‌های سیاسی در دوران پس اسلامی در ایران را در ادامهٔ خدای‌نامه‌ها و سِیرَالمُلوک‌های بازمانده از دورهٔ ساسانی بررسی و تفسیر کرد.

### انحطاط ایران
به باور طباطبایی دو ضربهٔ سنگین باعث افول عقلانیت پا گرفته در عصر طلایی ایران شد. اولی احیای ارتدکسی - یعنی خلافت اسلامی به‌دست ترکان سلجوقی - بود که موج‌های حملات مغولان در پی آن آمد. در این دورهٔ تاریخی، نظام اقتدارگرا از ظهور (مجدد) هر گونه اندیشه عقلانی-سکولاری که می‌توانست علل واقعی مصایب اجتماعی-سیاسی را کاوش کند جلوگیری کرد؛ یعنی فلسفهٔ سیاسی خردگرا که وظیفه‌اش اندیشیدن دربارهٔ شرایط «زندگی شرافتمندانه» بود اولویت خود را نسبت به مشیت الهی خدای ارتدکسی از دست داد. خیزش‌های اجتماعی-سیاسی رادیکال، وندالیسم بی‌رحمانه حیات مدنی، نابودی ابرشهرها و ویرانی نظم‌های اجتماعی باعث می‌شد خردگرایی و عقل، اعتمادناپذیر و در توضیح بلایی که شهروندان دچار آن می‌شدند نامؤثر به نظر برسد. نتیجتاً آگاهی ایرانیان از زمان به تصوف پناه برد، مشورت در حیات عمومی را کنار گذاشت و فضای عمومی را در دستان نخبگان سیاسی مطلق‌گرا واگذاشت و باعث «کسوف عقل» در حوزهٔ عمومی و افول آزادی مثبت شد. در روایت طباطبایی، این ضربهٔ دوم بود: صوفیان و فقیهان با ذهنیت‌های «اعتقادمحور» و حقوقی-مناسکی‌شان گونه‌های دینی-صوفیانه خیال‌پردازی را در آغوش گرفتند که به نوبهٔ خود اندیشه تجمعی سکولار/خردگرا را ناممکن کرد. دورهٔ «انحطاط» بدین‌سان آغاز شد. این دوره از نبرد چالدران (۱۵۱۴ میلادی) آغاز گردید و شکست در دو جنگ ویرانگر با روسیه (۱۸۱۳ و ۱۸۲۸ میلادی) به اوج‌گیری «اسلام غیرسکولار» به عنوان شیوهٔ دین‌داری و زندگی کمک کرد. در دورهٔ حکومت سلسلهٔ دین‌سالار صفویه (۱۵۰۱–۱۷۲۲) آنچه از خردورزی مشورتی و عمومی مانده بود بختی برای بقا در برابر همپیمانی مستحکم سلطنت و تصوف و تشیع که نظریهٔ سلطنت مطلقه را زاده بودند که در آن شاه «انسان کامل» و تجسم همهٔ خصوصیات الهی تلقی می‌شد نداشت. آنچه در این فرایند از دست رفت مصلحت عمومی بود که از این زمان به بعد تابع خواست شاه بود؛ بنابراین ایده امامت/ولایت تشیع صفوی هم به دور کردن بیشتر خرد از حوزه زندگی عمومی یاری داد. با توجه به غیاب یک بنیاد خردگرا برای وحدت ملی ایران آنچه کشور را در کنار هم نگه داشت تنها کاخ رفیع ادبیات فارسی بود، که به اوج خود در شاهنامه فردوسی به عنوان باارزش‌ترین اثر حکمت دورهٔ اسلامی ایران رسید. این امر به هر روی با روح ایرانشهری که به عنوان یک عنصر تداوم حین دگرگونی ایران از یک عصر باستانی به دورهٔ اسلامی بود تفاوت کیفی داشت. شعر و انعکاس‌های شاعرانه جایگزینی بسنده برای حکمت سیاسی مقاوم‌تر ایرانشهری نبودند.

### نفی ایدئولوژی و سکولاریسم اسلام
طباطبایی در مصاحبه با مجلهٔ فرانسوی لیبراسیون، نظر به حوادث ۱۱ سپتامبر بیان کرده است که قرائت ایدئولوژیک و سیاسی از اسلام، قرائتی مرده و فاقد معنا است، زیرا از آن‌جایی که آن‌ها نتوانستند خودشان را از لحاظ نظری با رویدادهای اجتماعی و سیاسی دنیای حاضر که در آن زندگی می‌کنند به‌روز کنند، در عمل نیز برنامه‌ای اجتماعی و سیاسی برای پاسخ به سؤالات مربوط به این دنیای جدید ندارند و تنها راه حل این اسلامگرایان در مواجهه با دنیای غرب، ایدئولوژیک کردن اسلام و مبارزه با غرب است که خود را می‌تواند در عملیات‌های تروریستی نشان دهد. وی در این گفتگو وضعیت مردم ایران را متفاوت می‌داند و می‌گوید جامعه ایران توانسته خودش به‌روز کند و بزرگ‌ترین دشمنان بن لادن مردم ایران هستند. همچنین وی در مقاله‌ای با عنوان ″بهار عربی و خطر اسلامگرایی″ دربارهٔ انقلاب اسلامی ایران اظهار کرده است که با حصول انقلاب، اسلام‌گرایان و چپ‌گرایان در نوع دوگانه اسلامی و مارکسیستی، پرچم کودتا را برای غلبه بر آزادی که خودشان از اشاعه‌دهندگان آن در جنبش مشروطه بوده‌اند، برافراشتند.
وی دربارهٔ بی‌معنا بودن سکولار کردن اسلام نیز می‌نویسد:
فعالانِ سیاسی، به عنوانِ مقلدانِ بحث‌های جامعه‌شناسیِ هضم‌نشده، گمان می‌کنند سکولاریسم، مرهمِ همهٔ دردهای کشورهایی مانندِ ایران است. این بحث در موردِ اسلام موضوعیت ندارد.
سکولاریزاسیون در مسیحیت به دلایلِ الهیاتیِ ویژهٔ آن دین ضرورت پیدا کرد که مهم‌ترینِ آنها نفیِ دنیا یا تَشَبُّه به سکیلوم بود. دنیا برای مؤمنِ مسیحی حتی به عنوانِ ″قَنطَره‌ای به سوی آخرت″ یا ″مزرعهٔ آخرت″ ارزشی نداشت و او می‌بایست تا حدِّ رُهبانیت از آن کناره می‌گرفت. این که فقهِ کلیسایی توانست، به رغمِ فقدانِ نَصِّ صریح در عَهدَین، حکمِ ضرورتِ تجرّدِ پاپ و روحانیتِ مسیحی را استنباط کند و گروه‌هایی از راهبان، دریوزگی را از راه‌های رستگاری می‌دانستند ربطی به این نفیِ دنیا داشت، در حالی که همین فضیلت‌های مسیحی در اسلام رذیلت به‌شمار می‌آمدند.
اسلام، دنیا را مزرعهٔ آخرت می‌دانست که هر مؤمنی می‌بایست در محدودهٔ احکامِ شرعی از همهٔ مواهبِ آن بهره‌مند شود و اشکالی نداشت. این سازگار کردنِ دین با دنیا را در زبان‌های اروپایی سکولاریزاسیون خوانده‌اند که می‌توان از آن به عرفی کردنِ دین تعبیر کرد، یعنی اینکه دین بتواند عرفِ دنیا را در استقلالِ آن بپذیرد. این عرفی کردنِ مسیحیت به سده‌های میانهٔ متأخر و به نظرهای متألهانِ بزرگی مانندِ توماسِ قدّیس و انقلاب در حقوق در سدهٔ دوازدهم و پس از آن بر می‌گردد و روندی بسیار طولانی و در آغاز الهیاتی‌است. این سکولاریزاسیونِ الهیاتی در اسلام موضوعیت ندارد…
اصلاح دینی در اسلام نمی‌تواند سکولاریزاسیون در معنای مسیحیِ آن باشد؛ آنچه از میرزا فتحعلی آخوندزاده تا شریعتی دربارهٔ پروتستانتیسم اسلامی یا شیعی گفته‌اند کلیدی برای قفلی مجهول است. اگر به تجربهٔ مشروطیت برگردم، و همین استعارهٔ قفل و کلید را به کار بگیرم، می‌توانم گفت که نمایندگان، از همان مجلس اول، وقت را صرفِ شناساییِ قفل کردند و آن فقدانِ نظامِ حقوقی در کشور بود. با آن قفل‌شناسیِ درست، که با مستشارالدوله آغاز شده بود، طرحی از کلید به دست آمد. نیازی به گفتن نیست که عامهٔ نمایندگان نمی‌دانستند سکولاریزاسیون چیست، اما چند نمایندهٔ تحصیل‌کردهٔ خارج یا جدید کمابیش تصوری از اروپا داشتند و می‌دانستند که باید قدم در راه‌هایی بگذارند که پیش از آنان کسی بر آنها نرفته بود. تلقیِ آنان از اسلام هیچ ربطی به جامعه‌شناسی و سیاستِ جدید نداشت؛ می‌توانم گفت: اسلامی بود، یعنی آنان می‌دانستند چگونه می‌توان دینِ مبتنی بر شریعت را اصلاح کرد و این اصلاح جز اصلاحی در قلمروِ حقوق نمی‌تواند باشد…
مشروطیت، ایران را از مجرای ایجادِ نظامِ حقوقی واردِ دنیای جدید کرد، و این کوششِ موفقی در یک کشورِ اسلامی بود، اما وقت را برای عرفی کردنِ دینی که خود عرفی بود تلف نکرد. با این همه، مشروطیت تجربه‌ای در عمل بود و تجربه‌ای در عمل نیز ماند؛ ایدئولوژیکی کردنِ اسلام، به جای تدوینِ نظریه‌ای برای این تجربهٔ مهم، راهِ فهمِ آن تجربه را بست. آنان که گمان می‌کنند سکولاریزاسیون حلّالِ همهٔ مشکلات است در غفلتی مزمن نسبت به مشروطیت گام برمی‌دارند و، در واقع، در دامی می‌افتند که اهلِ ایدئولوژی سرِ راهِ آنان تعبیه کرده‌اند.
- ملت، دولت و حکومت قانون

### مخالفت با ناسیونالیسم
طباطبایی ناسیونالیسم را روی دیگر بی‌وطنی دانسته و می‌نویسد:
تاریخ‌نویسی ناسیونالیستی، که جز تجلیلِ ایرانِ خیالی، به عنوانِ قرینهٔ ″شرقِ آرمانیِ″ ادوارد سعید، هدفی را دنبال نمی‌کند، و تاریخ‌نویسیِ ″کُلَنگِستانی″، و نیز وجوهِ گوناگون تاریخ‌نویسی‌های ضدِ ناسیونالیستی، دو روی سکهٔ بی‌وطنی هستند. ایران، موضوعِ تاریخِ ایران به عنوانِ ″مشکل″، نه ایرانِ ناسیونالیستی‌است نه ایرانِ ″کلنگستان″؛ موضوعِ تاریخِ ایرانِ واقعی، تبیینِ حقیقتِ بغرنجِ ایران و مفهومِ آبستنِ آن است. تاریخ‌نویسیِ جدیدِ ایرانی باید این حقیقتِ بغرنج و این مفهومِ آبستن را موضوعِ خود قرار دهد. از این دیدگاه، به رغمِ اینکه تاریخ‌های بسیاری برای ایران و فرهنگِ آن نوشته‌اند، اما هنوز ″تاریخ و تاریخ‌نویسیِ ایرانی″ امری عدمی است.
اصطلاحِ ″ملی‌گرایی″، در دهه‌های اخیر از راهِ ترجمه از زبان‌های اروپایی واردِ زبانِ فارسی شده است و معنای درستی ندارد. معادلِ این ترکیب، که در زبانِ فارسی جعلِ جدید است، در زبان‌های اروپایی تاریخی دارد که در ایران شناخته‌شده نیست، اما این امر مانع از آن نشده است که در پیکارهای ایدئولوژیکی-سیاسی استفاده شود.
سببِ اینکه ایرانیان خود را به عنوانِ ملتی واحد فهمیده، اما واژه‌ای برای آن جعل نکرده‌اند، این است که روندِ تبدیل به ملت در ایران امری طبیعی بوده است. تحولِ مضمونِ معناییِ واژهٔ نِیشن در زبان‌های اروپایی با آغازِ روندِ تجزیهٔ امپراتوریِ مقدس هم‌زمان است. در امپراتوریِ مقدس، سیاستِ اقوامِ مسیحی عینِ دیانتِ آنان - معنای نخستِ واژهٔ نیشن در زبان‌های اروپایی و ″ملت″ در عربی و فارسی - بود، یعنی همهٔ اقوامِ مسیحی گروه‌هایی دینی در درونِ رِسپوبلیکا کریستینا بودند، اما از زمانی که رخنه‌ای در ارکانِ سلطنتِ پاپی و امپراتوری افتاد، سیاستِ اقوامِ اروپایی، که به تدریج به ″ملی″ شدن میل می‌کرد، عینِ دیانتِ آنان نمی‌توانست باشد. سیاستِ ایرانیان، هرگز، عینِ دیانتِ خلافت نبود، یعنی، اگر بتوان گفت، پیوسته، ″ملی″ در معنای جدید آن بود، و برای توصیفِ این واقعیتِ بدیهی نیازی به جعلِ اصطلاحِ جدید نبود. تصریح محمد بن جَریر طَبَری، مبنی بر این که تاریخِ ایرانیان تداومی خلاف‌آمدِ عادت داشته، به معنای آن است که تاریخِ ایران پیوسته تاریخِ ″ملی″ بوده است. در واقع، معادلِ دقیق برای واژهٔ نیشن در زبان‌های اروپایی، به لحاظِ مضمونی و نه واژگانی، نه ″ملت″ که ″ایران″ است که از کهن‌ترین زمان‌ها تا کنون مضمونِ واحدی داشته و در تعارضِ آن با ″اَنیران″ فهمیده می‌شده است. ایرانیان ″ملیتِ″ خود را در نامِ کشورِ خود فهمیده‌اند. در ایران، به عنوانِ کشور، پیوسته، ″ایران″ عینِ ″ملتِ″ ایران بوده است.
- تأملی درباره ایران، جلد نخست

### زبانِ فارسی
جواد طباطبایی زبان فارسی را یکی از قدیمی‌ترین و استوارترین زبان‌هایی می‌داند که تبدیل به زبان فرهنگی همهٔ ایرانیان شده است. وی همچنین کوشش‌های ترک‌سازانه را که از سوی ترکیه و پان‌ترکیست‌ها دنبال می‌شود خطری بزرگ برای ایران می‌داند. وی دربارهٔ زبان فارسی می‌گوید: «فارسی، در هر سه مرحلهٔ دگرگونی تاریخی آن، زبان ″ملّی″ ایرانیان بوده است، اما این زبان هرگز به زیان زبان‌های محلی دیگر به زبان ملّی تبدیل نشده است، چنان‌که به عنوان مثال هم شاهنامهٔ کردی داریم و هم حیدربابایه سلام شهریار. در ایران، در همهٔ ادوار تاریخی آن، تنها یک زبان توانسته است به زبان علمی و فرهنگی معیار تبدیل شود، اما همهٔ زبان‌های دیگر با توجه به توانایی‌هایی که داشته‌اند نوعی از ادب ویژهٔ خود را پدیدآورده‌اند. همهٔ این زبان‌ها و ادب آن‌ها صورت‌هایی از زبان‌ها و فرهنگ ایران بزرگ هستند و بدیهی‌است که باید در حفظ آن‌ها کوشید، اما نباید دربارهٔ آنها افسانه بافت و خیال‌پردازی کرد. فارسی جدید، زبانی که از چهارده سده پیش تنها زبان ملّی کشور بوده است – مانند فارسی میانه و نیز دیگر زبان‌های باستانی ایران – از آغاز دورهٔ اسلامی، تنها زبان علمی و معیار ایران بزرگ بوده است و تا اطلاع ثانوی همچنان هست. این زبان شالودهٔ ملّیت و تشخّص همهٔ ایرانیان نیز هست، یعنی اگر زبان فارسی نمی‌بود، ایران، مانند کشورهایی مانند هندوستان، پاکستان کنونی، آفریقا و… که زبان‌های عامهٔ مردم آن‌ها نتوانسته‌اند یک زبان معیار ملّی ایجاد کنند، ناچار می‌بایست به یکی از زبان‌های معیار دیگر – که در دورهٔ اسلامی عربی در صدر آن‌ها قرار داشت – سخن می‌گفت. از دیدگاه تاریخ زبان، ایران، به خلاف بسیاری از دیگر کشورها، تاریخ متمایزی دارد. زبان فارسی، به عنوان زبان ″ملّی″ همهٔ مردم ایران بزرگ، سابقه‌ای طولانی دارد. این زبان مهم‌ترین سند تداوم تاریخ و تاریخ فرهنگ ایران است. ایران تنها کشور مهمی‌است که مردم آن با حفظ زبان فارسی، به خلاف دیگر کشورهای بسیار دیگری که عرب شدند، ایرانی ماندند.»

### مخالفت با عربی‌زدایی از زبان فارسی
طباطبایی با آنچه «لغت‌بازی» می‌نامد مخالفت می‌کند:
طالبوف بر این نکتهٔ اساسی از دیدگاهِ زبان‌شناسی تأکید دارد که هیچ زبانِ سَره‌ای وجود ندارد و همهٔ زبان‌های مهم در دوره‌ای از تاریخِ خود با زبان‌های دیگری آمیخته شده و بر غنای نخستینِ خود افزوده‌اند.
ما می‌توانیم برای نمونه به زبان انگلیسی اشاره کنیم که در دوره‌ای از تحولِ خود، ده‌ها هزار از واژگانِ لاتینی - به طورِ مستقیم یا از مجرای زبان فرانسه - در آن وارد شده و اهلِ ادبِ انگلستان نیز پالایشِ انگلیسی از واژگانِ لاتینی و فرانسه را طیرهٔ عقل دانسته‌اند.
جالبِ توجه است که فیشته - فیلسوفِ آلمانیِ آغازِ سدهٔ نوزدهم - در خطابه‌هایی به ملتِ آلمان پیشنهاد کرد که همهٔ واژگانِ لاتینی را از زبان آلمانی خارج کنند، اما هیچ اهلِ ذوقی سخنِ او را جدی نگرفت. اگر چه در دوره‌هایی اهلِ ادبِ آلمانی معادل‌هایی از ریشهٔ زبان آلمانی برای واژه‌های لاتینی و فرانسوی برساختند، اما امروزه زبان آلمانی یکی از معدود زبان‌هایی‌است که بیش‌ترین واژهٔ دخیل در آن وجود دارد و این امر مانع از آن نشده است که آلمانی یکی از مهم‌ترین زبان‌های ادبی، فکری، فرهنگی و علمی باشد.
طالبوف به درستی با پذیرفتنِ این نکته که در زبانِ هر قوم ″بخشِ طبیعیِ آن است″ می‌نویسد که ″اما زبان فارسی، حَلاوَتِ حالیهٔ خود را از ترکیبِ الفاظِ عربی پیدا کرده″ است. آنچه از زبان عربی در جریانِ تحولِ ادبِ فارسی واردِ این زبان شده است اگر با حفظِ استقلالِ زبان فارسی تحتِ قواعدِ آن درآید، آن را باید بخشی از گنجینهٔ واژگانِ زبان فارسی دانست.
- تأملی درباره ایران، جلد دوم

### پان‌ترکیسم
وی طی گفتگو با نشریهٔ مهرنامه در تابستان ۱۳۹۲، «مبنای اندیشهٔ پان‌ترکیسم را درآمیختگی نوعی فراموشی تاریخی با افسانه‌بافی‌های به ظاهر تاریخی می‌داند که بدل به ملغمه‌ای از بی‌سوادی و بی‌شعوری شده است».
او در جُستاری تحت عنوان ″زبان ملّی و برنامه آموزش زبان‌های محلی″ از کوشش‌هایی در راستای تغییر هویت آذربایجانیان انتقاد کرده و گفته است: «دولت تدبیر و امید با چه رویی می‌خواهد به مردم آذربایجان، که سده‌ها در قهوه‌خانه‌های شهرهای خود، گوش به نقالی داستان‌های شاهنامه سپرده‌اند، اعلام کند که از این پس افسانه‌های ″دده قورقود″ جای داستان‌های رستم و سهراب را گرفته است. اگر چنین تدبیرها در راستای ″بازگشت به خویشتن″ها و ″آنچه خود داشت″هاست، متولیان باید بدانند که این اجبار به تغییر هویت مردم آذربایجان عین از خود بیگانه ساختن آنان است، زیرا مردمی که هزار سال شاهنامه، دیوان حافظ و گلستان سعدی خوانده‌اند به آسانی به این جعل هویت برای خود تن در نخواهند داد و از این ″تدبیرِ″ داهیانهٔ دولت جز ″ناامیدی″ از تدبیرهای او حاصل نخواهد شد!»
سخنرانی طباطبایی در همایش مناسبات قفقاز و ایران در کشور جمهوری آذربایجان بازتاب بسیاری داشت و سایت خبری-تحلیلی بادکوبه متن کامل سخنرانی وی را ترجمه و منتشر کرد.

## نوشته‌ها

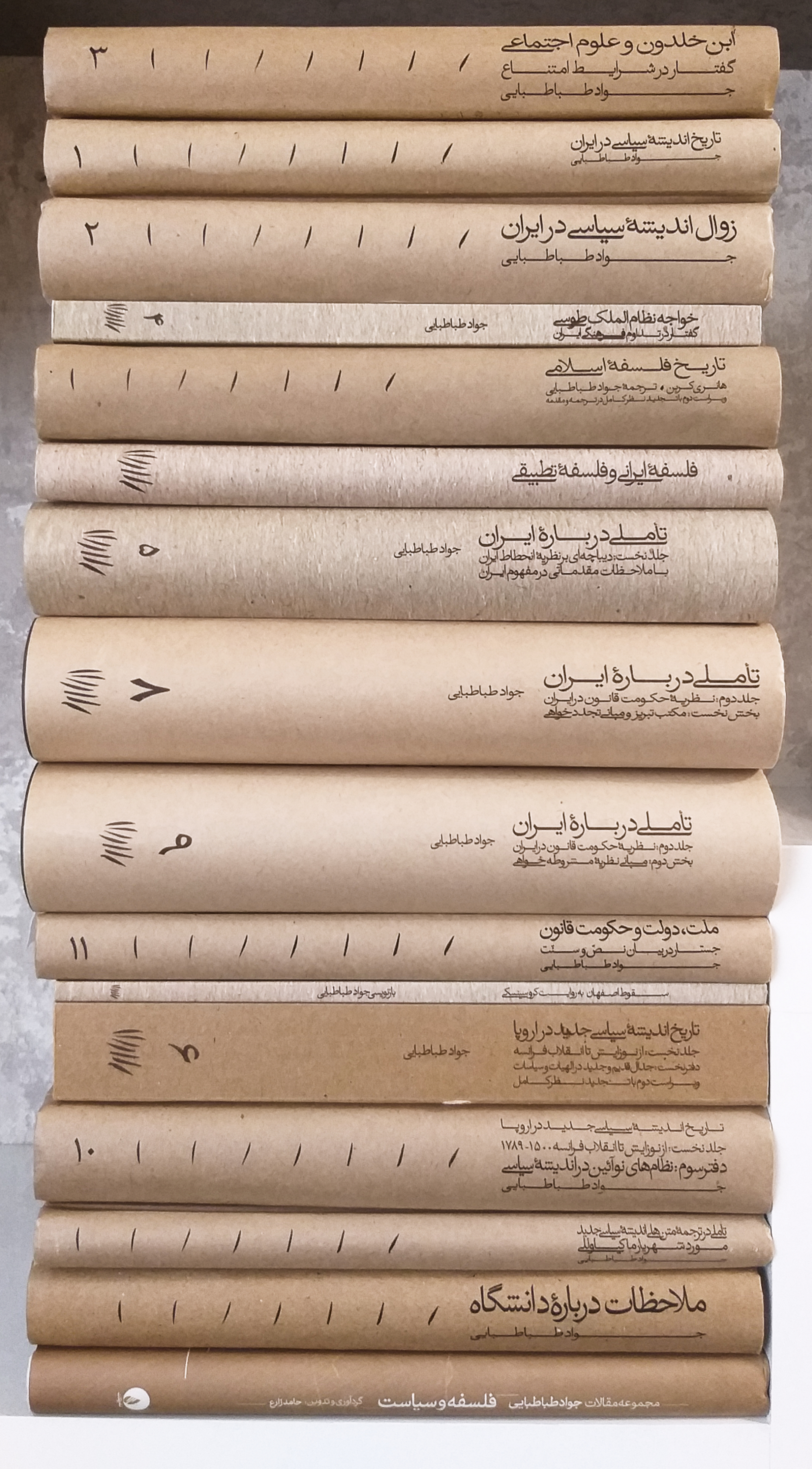
شماری از کتاب‌های جواد طباطبایی

از طباطبایی آثار گوناگونی در قالب نوشته، تألیف، ترجمه، مقاله، جزوه، درسگفتار شنیداری و دیداری برجا مانده است که  از این میان می‌توان به دو کتابِ تاریخ اندیشه سیاسی جدید در اروپا و تأمّلی دربارهٔ ایران اشاره کرد.

## افتخارات و جوایز
- نشان نخل آکادمیک (با درجهٔ شوالیه) از دولت فرانسه[۸۰]
- مدال نقرهٔ تحقیقات در علم سیاست از دانشگاه کمبریج[۸۱]
- نشان برگزیدهٔ جشنواره بین‌المللی فارابی[۸۲]